# Marder II
A Marder II-es (SdKfz 131) a náci Németország hadseregének páncélvadász harcjárműve volt a második világháborúban. A jármű a német gyártású PzKpfw II-es harckocsi alvázának és a német gyártmányú 7,5 cm-es PaK páncéltörő ágyú PaK40/2 változatának kombinációja. A Marder II-t egészen 1944-ig gyártották.

## Tervezés
A Marder II páncélvadász története a Panzer II-es harckocsira nyúlik vissza, melyet tervezésekor kiképző feladatokra kívántak felhasználni, de az 1939 és 1942 közötti időszakban Németországnak nem állt rendelkezésre elég harckocsija, így a Panzer II-ket is frontszolgálatra vezényelték.
Annak ellenére, hogy a PzKpfw II jól szerepelt a harctereken, idővel megérett a leváltásra. A harckocsi lehetőségei korlátozottak voltak, toronygyűrűje alkalmatlan volt egy nagyobb löveg befogadására, de a meglévő gyártósorokkal lehetőség nyílt egy önjáró páncélvadász jármű legyártására. A Panzerjäger prototípusát egy 50 mm-es páncéltörő ágyúval szerelték fel, a gyártást azonban már a Pak40/2 páncéltörő ágyúval kezdték meg. A Panzer II átalakításakor eltávolították a tornyot, melynek helyére került a páncéltörő löveg és a személyzetet védő, nyitott 10 mm vastag páncélpajzs, ami korlátozott védelmet nyújtott a személyzet számára az elölről és oldalról érkező találatokkal szemben.
A jármű súlynövekedésének kompenzálására a motor hátrébb került, a motorháztetőt a személyzet lövegkezelői felületnek használta. A Marder II-ből több mint 1200 darabot gyártottak, a Wehrmacht legnépszerűbb önjáró lövege volt.

## Alkalmazás
A Marder II-ket széles körben alkalmazták a hadjáratokban, alacsony felépítésű és jól manőverező harcjárműnek bizonyult, melynek lövege képes volt szinte az összes szövetséges harckocsi leküzdésére, kivéve az ISZ–2-t. A páncélvadász javadalomként 37 gránátot és 600 géppuska-lőszert szállított, melyek rekeszei a motorháztetőn kaptak helyet. A jármű gyártása 1944-ben véget ért, de folyamatos fejlesztése a háború végéig tartott.

## Galéria

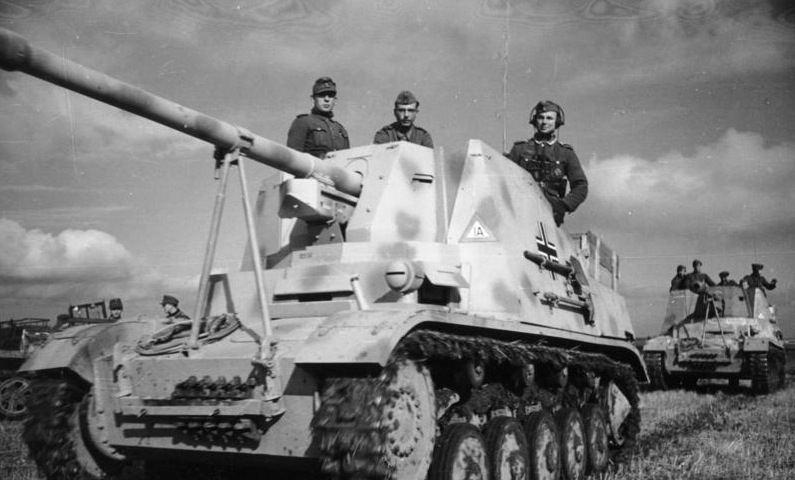
II. Marder (Sd.Kfz. 131) a Szovjetunióban, 1943.
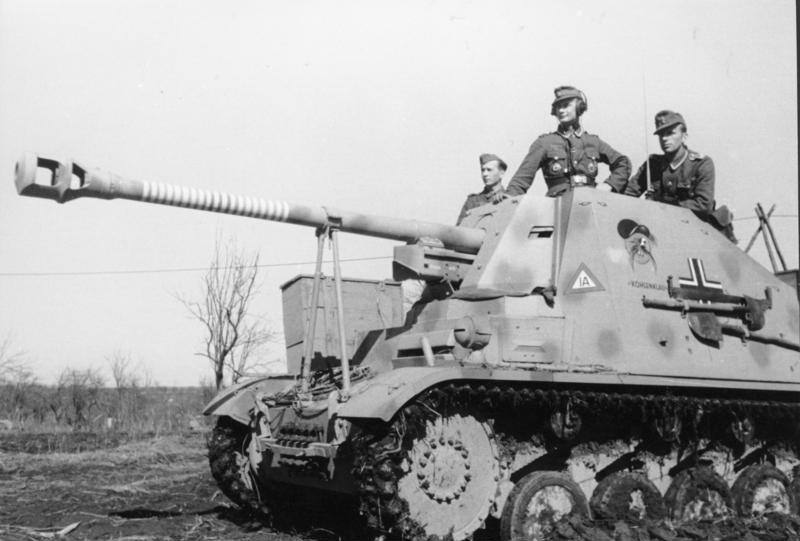
A híres Marder II. „Szén tolvaj”, amelyet fel lehet ismerni a mindkét oldalra festett rajzfilm alapján, a keleti fronton, 1943-ban.
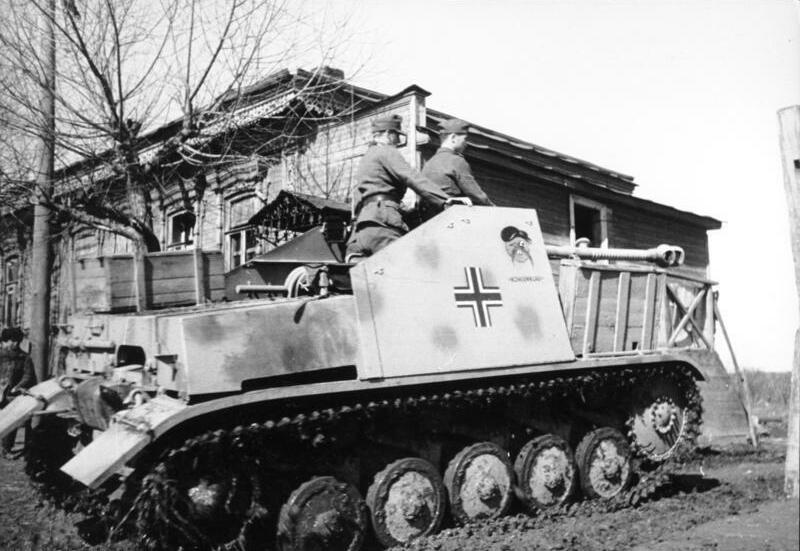
Ezt a Marder II-t "Kohlenklau" -nak (Szén-tolvaj) nevezték egy propagandakarikatúra után, amely 1942-től kezdve nagyon népszerű volt Németországban.
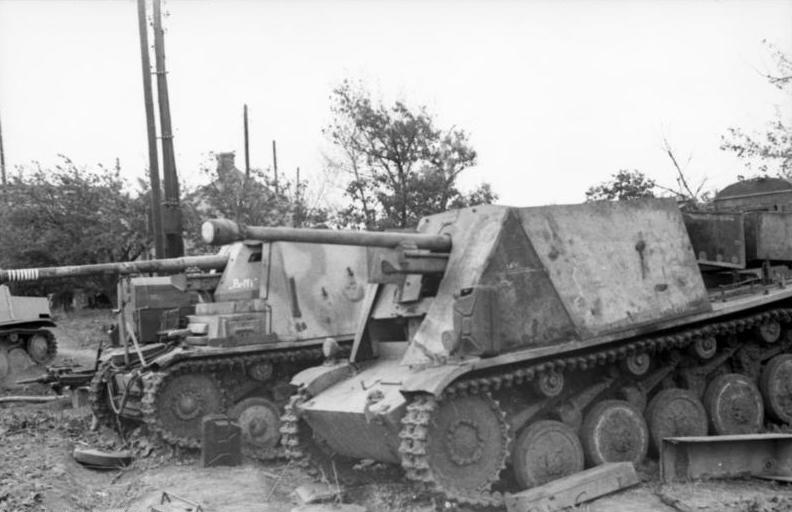
Két korai Marder II különböző testekkel,  5cm Pak 38 ágyúval felszerelve.

## Lásd Még
- Semovente 75/18
- 44M Zrínyi
- TACAM R–2